# Châtillon (Jura)
Châtillon, inoffiziell auch Châtillon-sur-Ain genannt, ist eine französische Gemeinde im Département Jura in der Region Bourgogne-Franche-Comté.

## Geographie
Châtillon liegt auf 520 m, etwa 14 Kilometer östlich der Stadt Lons-le-Saunier (Luftlinie). Das Dorf erstreckt sich im Jura, in der Senke der Combe d’Ain, an leicht erhöhter Lage am westlichen Rand des breiten Ain-Tals am Fuß des Burghügels und der Côte de l’Heute, westlich des Lac de Chalain.
Die Fläche des 16,77 km² großen Gemeindegebiets umfasst einen Abschnitt des französischen Juras. Der östliche Teil des Gebietes wird von der breiten Ebene der Combe d’Ain eingenommen, die durchschnittlich auf 480 m liegt. Der Fluss selbst, der streckenweise die östliche Grenze bildet, ist mit einem rund 50 m tiefen Tal in diese Ebene eingesenkt und tritt erst südlich des Dorfes in eine weite Talniederung hinaus. Er wird unterhalb der Einmündung des Hérisson zur Stromerzeugung zu einem länglichen See aufgestaut. 
Vom Flusslauf erstreckt sich das Gemeindeareal westwärts über das Plateau bis auf den waldbedeckten, langgezogenen Kamm der Côte de l’Heute, auf dem mit 750 m die höchste Erhebung von Châtillon erreicht wird. Diesem Kamm vorlagert ist der Burghügel von Châtillon (608 m). Im äußersten Westen reicht das Gebiet in die ausgedehnte Waldung Bois des Chaumois und auf die Côte de Thorne (613 m).
Nachbargemeinden von Châtillon sind Hauteroche und Montigny-sur-l’Ain im Norden, Marigny und Doucier im Osten, Charcier, Charézier und Blye im Süden sowie Verges im Westen.

## Geschichte
Der Ortsname geht auf das lateinische Wort castellum (kleine Burg) zurück. Bereits im 9. Jahrhundert wurde auf dem Hügel von Châtillon eine Festung erbaut, um die sich im Lauf der Zeit die Siedlung Bourg-Dessus entwickelte. Burg und Siedlung wurden im 17. Jahrhundert zerstört und verlassen. Das heutige Dorf Châtillon geht auf die Siedlung Bourg-Dessous zurück, die im 14. Jahrhundert am Fuß des Burghügels gegründet wurde und 1341 gewisse Freiheitsrechte zugesprochen erhielt. Auf dem heutigen Gemeindegebiet befand sich seit dem 11. Jahrhundert mit Curtine eine weitere Ortschaft, die jedoch bereits im 14. Jahrhundert zerstört und nicht mehr wiederaufgebaut wurde. Zusammen mit der Franche-Comté gelangte Châtillon mit dem Frieden von Nimwegen 1678 an Frankreich.

## Sehenswürdigkeiten
Die heutige Dorfkirche Saint-Valère wurde 1806 an der Stelle der seit 1414 bestehenden mittelalterlichen Chapelle de l’Aigle errichtet. Auf dem Gemeindegebiet befinden sich auch die Kapelle Saint-Valère und eine weitere Kapelle aus dem 17. Jahrhundert. Von der ehemaligen Burg (Bau aus dem 12. Jahrhundert) sind nur wenige Überreste erhalten.

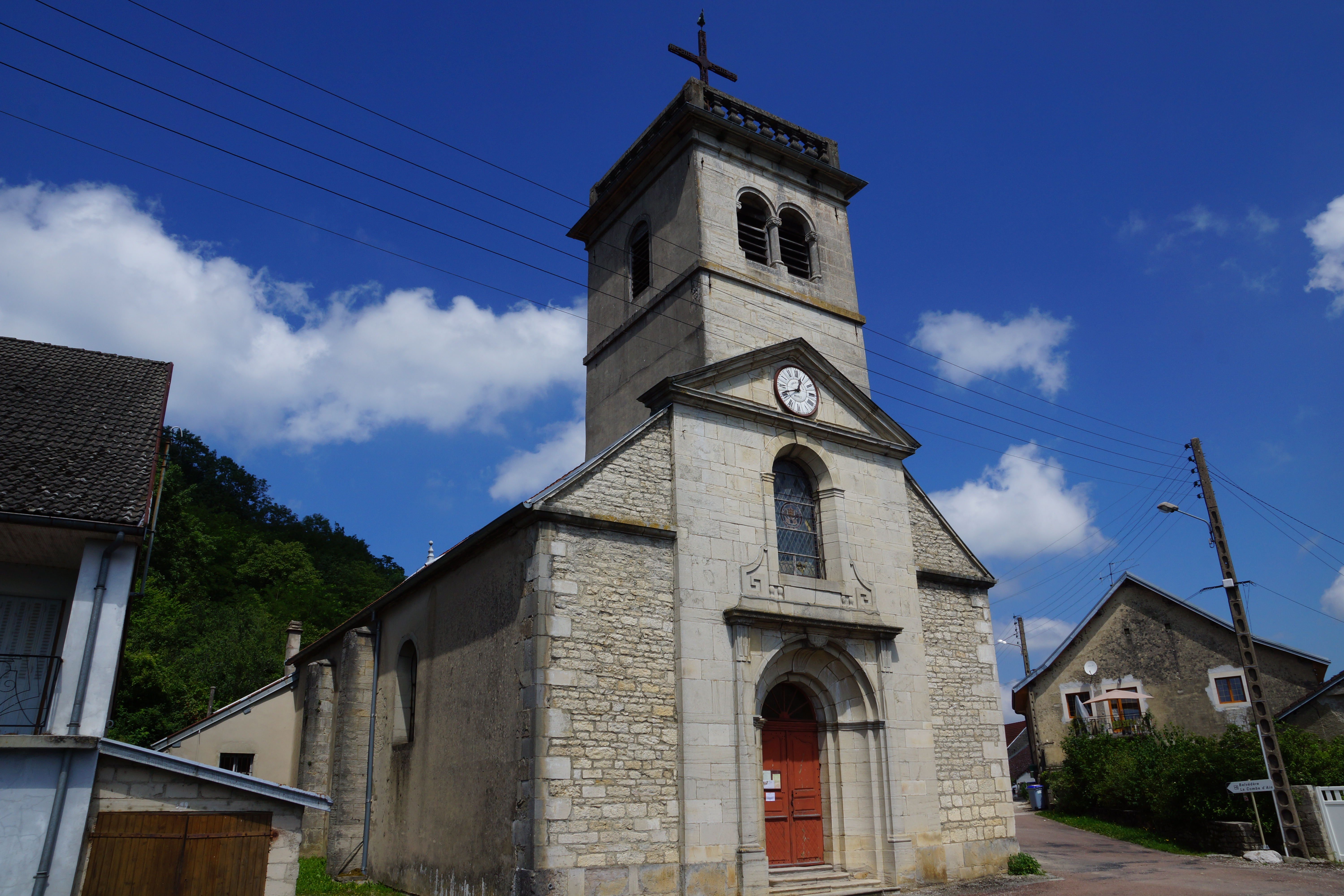
Kirche Saint-Valère
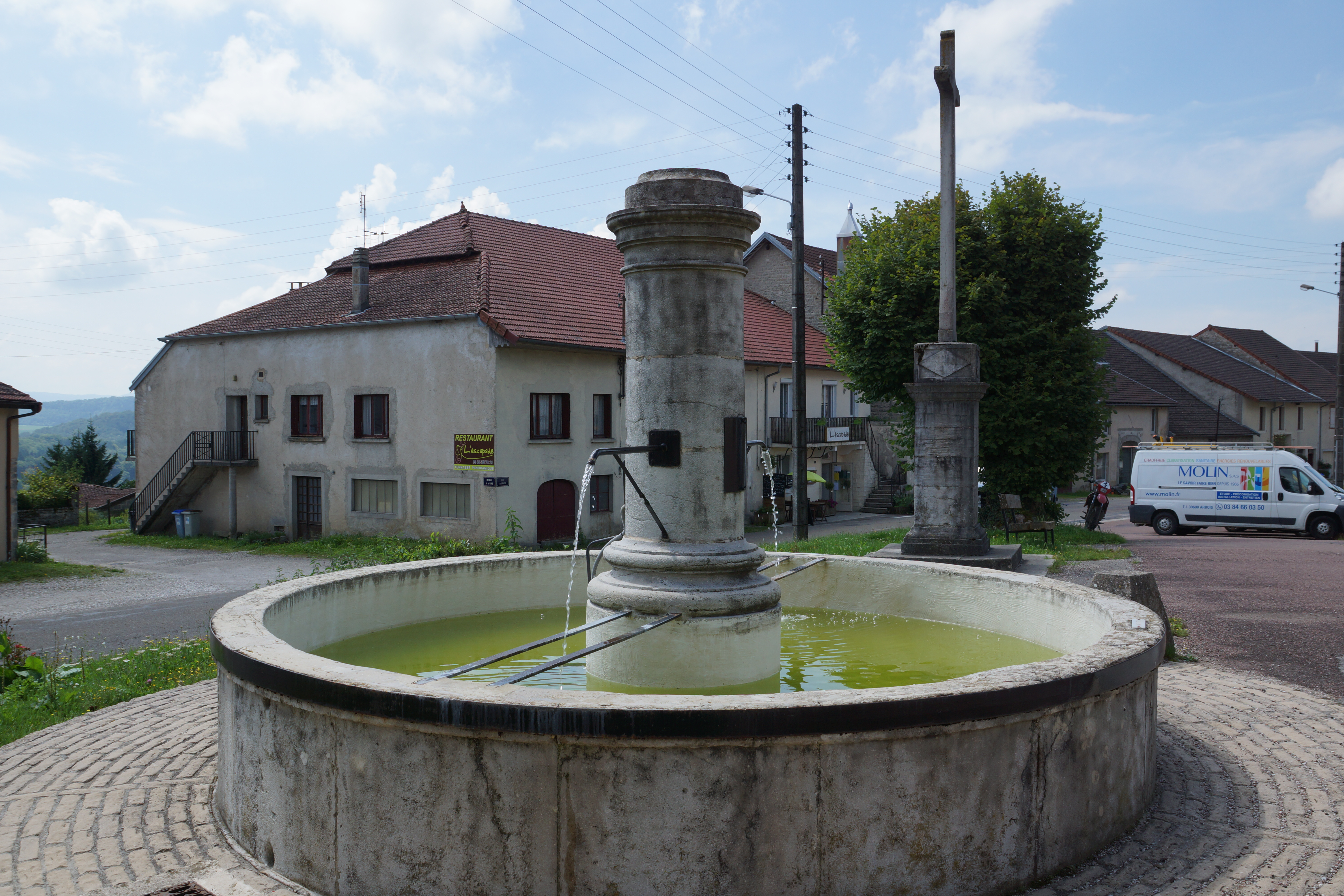
Einer der Brunnen in Châtillon
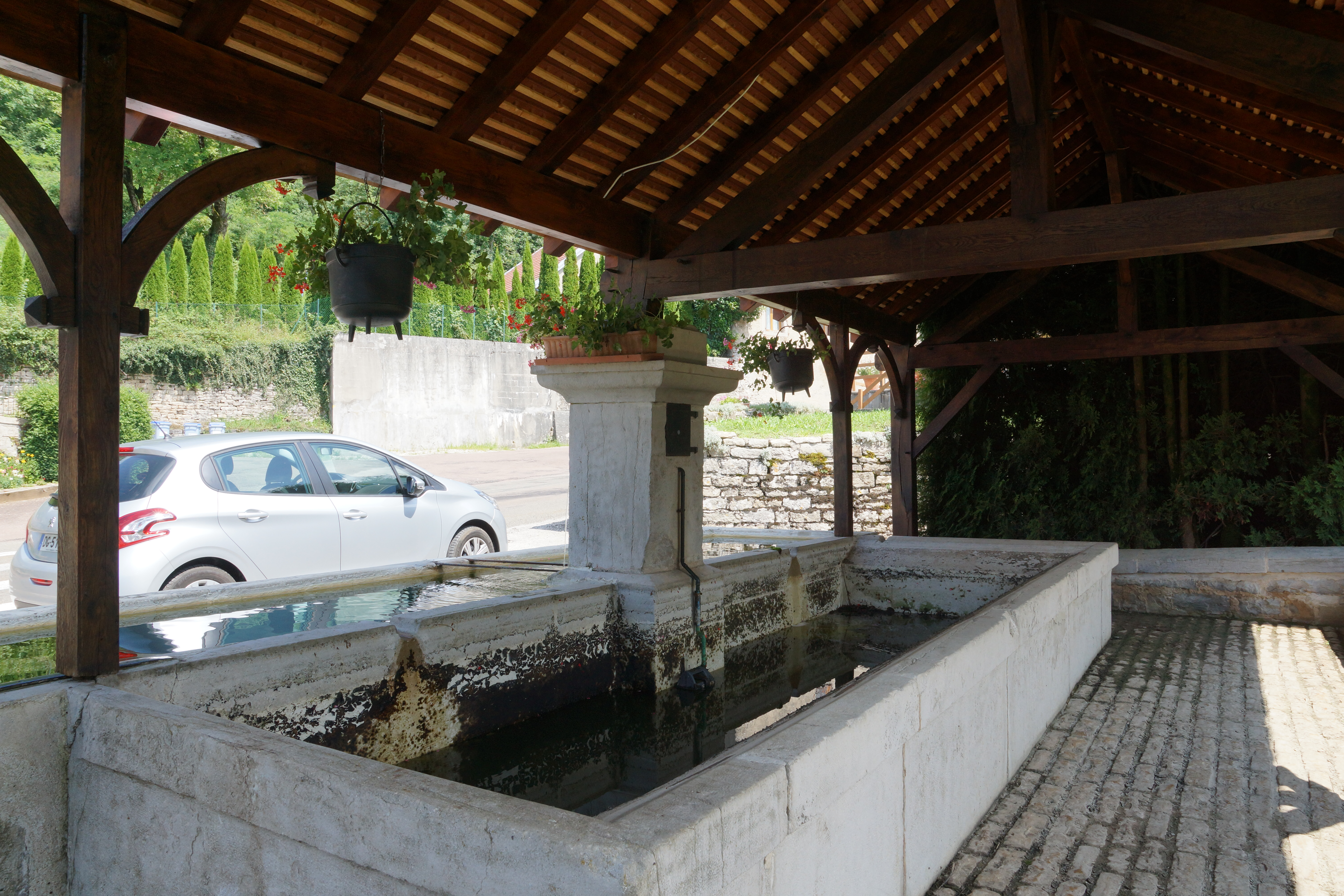
Lavoir
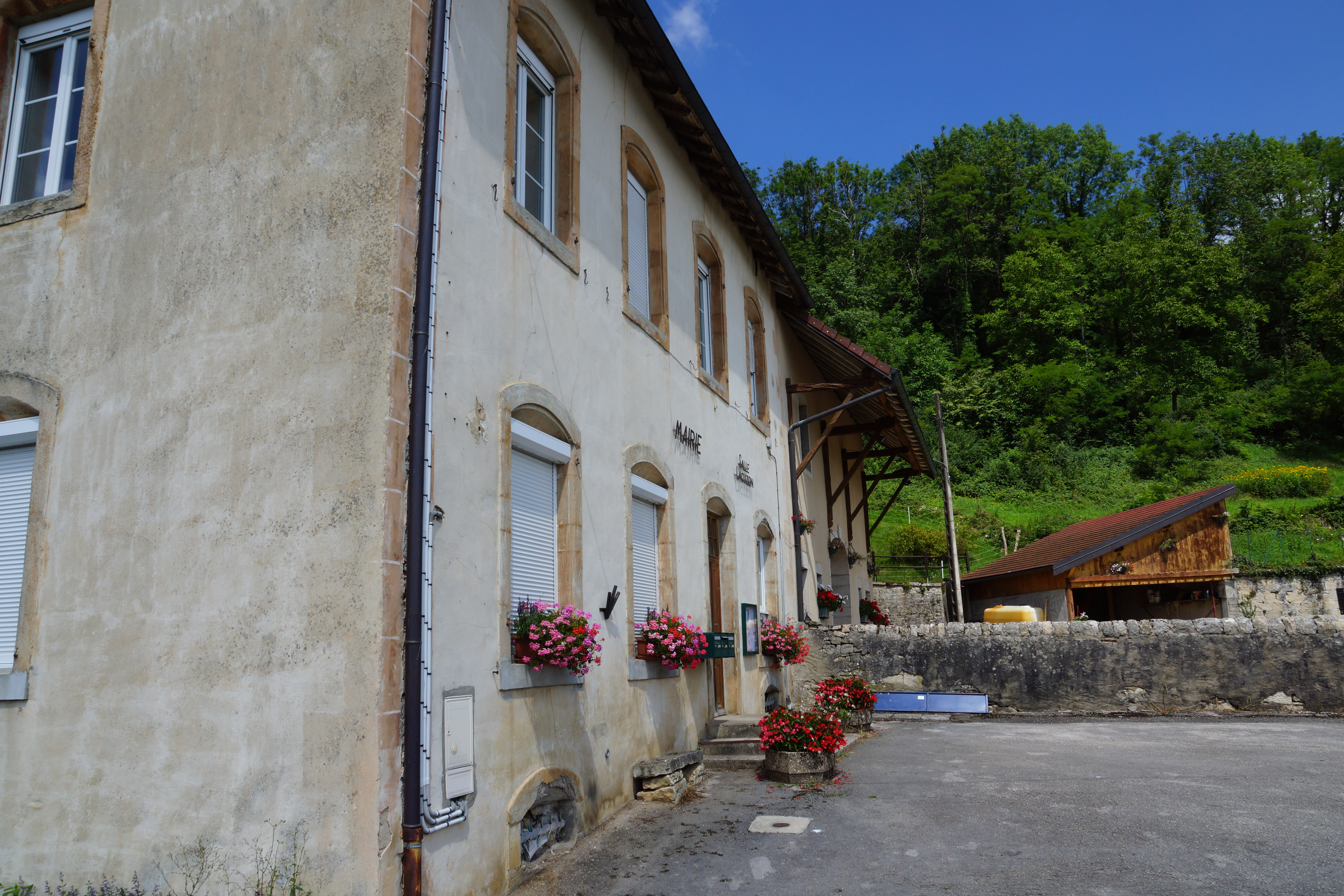
Mairie

## Bevölkerung
| Jahr                       | 1962 | 1968 | 1975 | 1982 | 1990 | 1999 | 2006 | 2019 |
| Einwohner                  | 240  | 209  | 174  | 133  | 128  | 127  | 124  | 108  |
| Quellen: Cassini und INSEE |      |      |      |      |      |      |      |      |

Mit 123 Einwohnern (Stand 1. Januar 2022) gehört Châtillon zu den kleinsten Gemeinden des Départements Jura. Nachdem die Einwohnerzahl in der ersten Hälfte des 20. Jahrhunderts markant abgenommen hatte (1891 wurden noch 444 Personen gezählt), wurden seit Beginn der 1980er Jahre nur noch geringe Schwankungen verzeichnet.

## Wirtschaft und Infrastruktur
Châtillon war bis weit ins 20. Jahrhundert hinein ein vorwiegend durch die Landwirtschaft und die Forstwirtschaft geprägtes Dorf. Daneben gibt es heute einige Betriebe des lokalen Kleingewerbes. Mittlerweile hat sich das Dorf auch zu einer Wohngemeinde gewandelt. Viele Erwerbstätige sind Wegpendler, die in den größeren Ortschaften der Umgebung ihrer Arbeit nachgehen.
Die Ortschaft liegt abseits der größeren Durchgangsstraßen an einer Departementsstraße, die von Lons-le-Saunier nach Doucier führt. Weitere regionale Straßenverbindungen bestehen mit Pont-de-Poitte und Pont-du-Navoy.